# Hyperolius bolifambae
Hyperolius bolifambae es una especie de anfibios de la familia Hyperoliidae.
Habita en Camerún, República Centroafricana, Nigeria, posiblemente República del Congo, posiblemente República Democrática del Congo, posiblemente Guinea Ecuatorial y posiblemente Gabón.
Su hábitat natural incluye marismas de agua dulce, corrientes intermitentes de agua dulce, jardines rurales, zonas previamente boscosas ahora degradadas y estanques.